# Markus Hajek
Markus (Markusz) Hajek (ur. 25 listopada 1861 w Werschetz, zm. 3 kwietnia 1941 w Londynie) – austriacki lekarz otorynolaryngolog. Hajek był w swoim czasie jednym ze światowych autorytetów w dziedzinie rynologii.
Urodził się w Werschetz na Węgrzech (dziś Vršac). Studiował na Uniwersytecie Wiedeńskim, w 1879 roku został doktorem medycyny. Od 1897 był zatrudniony przez uczelnię jako wykładowca. W 1919 roku został profesorem i objął katedrę laryngologii. Był autorem popularnego podręcznika o chorobach zatok obocznych nosa, którego pierwsze wydanie ukazało się w 1899 roku. W 1939 roku emigrował z żoną do Wielkiej Brytanii. Jego przyjacielem był amerykański lekarz Roy Philip Scholtz.
Pamiętany jest jako lekarz Sigmunda Freuda. Freud zgłosił się do Hajka w 1923 roku ze złośliwym guzem prawej szczęki. Hajek odesłał go do chirurga Hansa Pichlera, który z sukcesem udzielił Freudowi odpowiedniej pomocy lekarskiej. Rok później pacjentem Hajka był śmiertelnie chory Franz Kafka, u którego gruźlica zajęła krtań. I w tym przypadku pomoc Hajka była bezskuteczna, Kafka zmarł miesiąc po opuszczeniu kliniki.

## Wybrane prace
- Pathologie und Therapie der entzündlichen Erkrankungen der Nebenhöhlen der Nase. Leipzig, Deuticke, 1899
- Pathologie und Therapie der Erkrankungen des Kehlkopfes, der Luftröhre und der Bronchien. 1932